# Guido Rossi
Pas d'image ? Cliquez ici

a Compétitions nationales et continentales officielles uniquement.

b Matchs officiels uniquement.
Guido Rossi (né le 28 avril 1959 à Trévise, en Vénétie, dans le nord-ouest de l'Italie) est un ancien joueur international italien de rugby à XV, qui jouait dans les années 1980.

## Biographie
Guido Rossi occupait le poste de pilier. 
Il a honoré sa première cape internationale le 25 octobre 1981 avec l'équipe d'Italie pour un match nul 12-12 contre l'URSS à Moscou.
Il joue deux matches lors de la Coupe du monde de rugby 1987.
Il a été capitaine à huit reprises en sélections officielles.
Il detient encore le record de matchs joués en le Championnat d'Italie de rugby à XV (410, de 1977 à 1994).

## Palmarès
- Champion d'Italie de rugby à XV:
- Benetton Rugby Trévise : 1977-1978, 1982-1983, 1988-1989, 1991-1992

## Sélection nationale
- 38 sélections (+7 non officielles contre France XV) avec l'Italie dont huit fois capitaine
- Sélections par année : 2 en 1981, 3 en 1982, 9 en 1983, 1 en 1984, 7 en 1985, 6 en 1986, 5 en 1987, 3 en 1988, 6 en 1989, 2 en 1990, 1 en 1991.
- Coupe du monde de rugby disputée : 1987.